# Atessa
Atessa is een gemeente in de Italiaanse provincie Chieti (regio Abruzzen) en telt 10.455 inwoners (31-12-2004). De oppervlakte bedraagt 111,5 km², de bevolkingsdichtheid is 94 inwoners per km².

## Demografie
Atessa telt ongeveer 3992 huishoudens. Het aantal inwoners steeg in de periode 1991-2001 met 1,7% volgens cijfers uit de tienjaarlijkse volkstellingen van ISTAT.
| Jaar | Inwoneraantal |
| ---- | ------------- |
| 1991 | 10.215        |
| 2001 | 10.388        |

## Geografie
De gemeente ligt op ongeveer 435 m boven zeeniveau. Atessa grenst aan de volgende gemeenten: Altino, Archi, Bomba, Carpineto Sinello, Casalanguida, Casalbordino, Colledimezzo, Gissi, Guilmi, Lanciano, Montazzoli, Paglieta, Perano, Pollutri, Sant'Eusanio del Sangro, Scerni, Tornareccio, Villa Santa Maria.

## Externe link

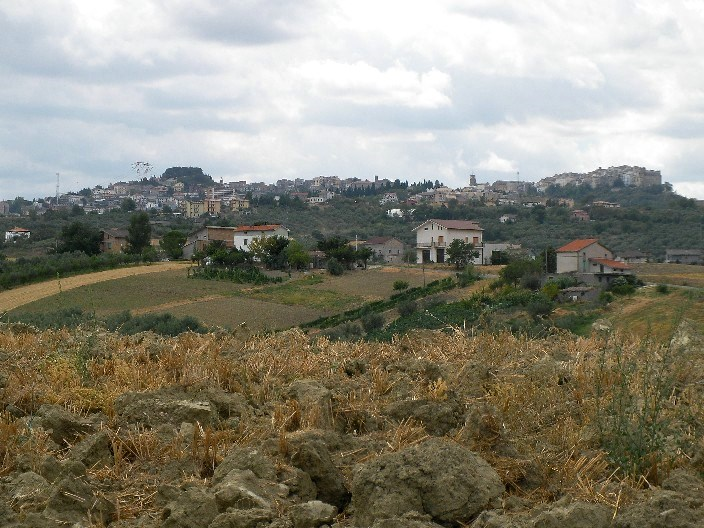
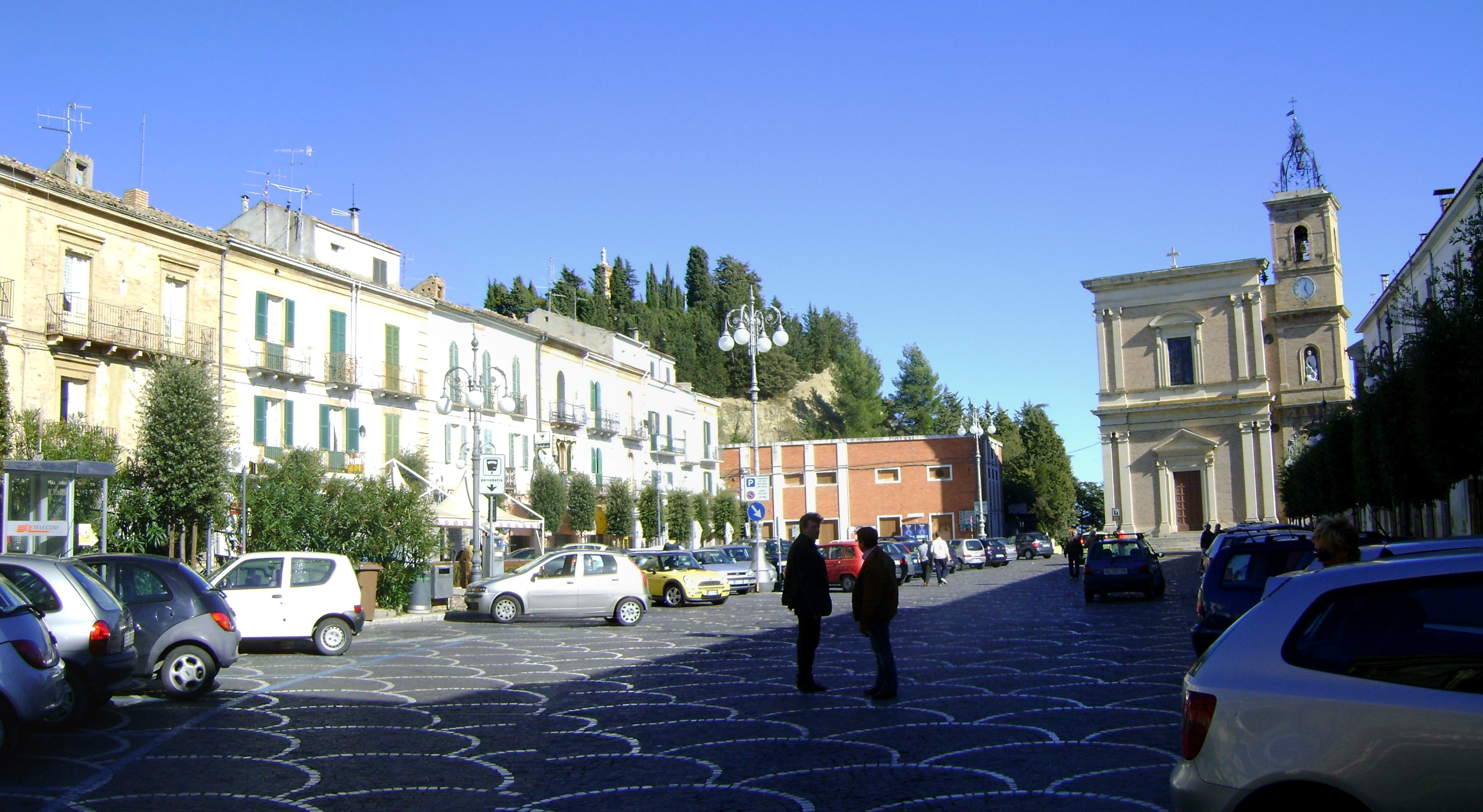
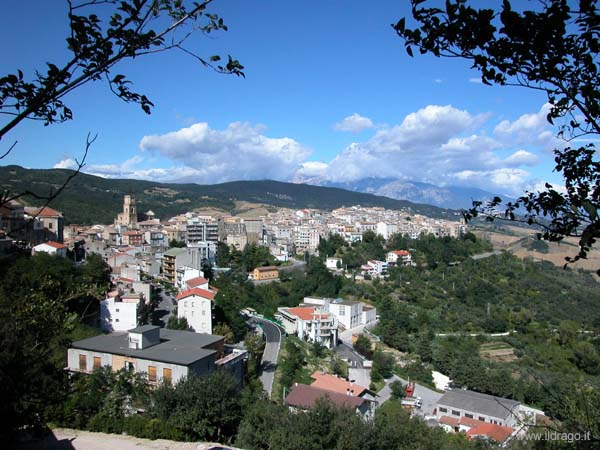
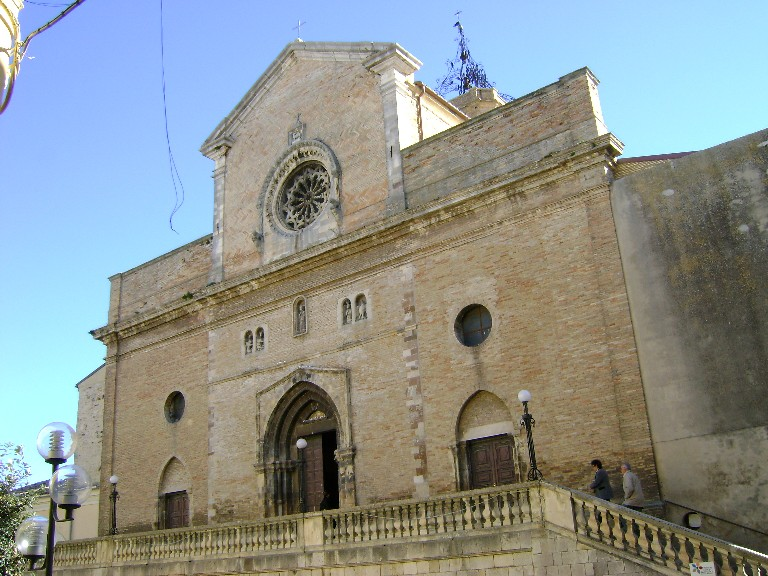
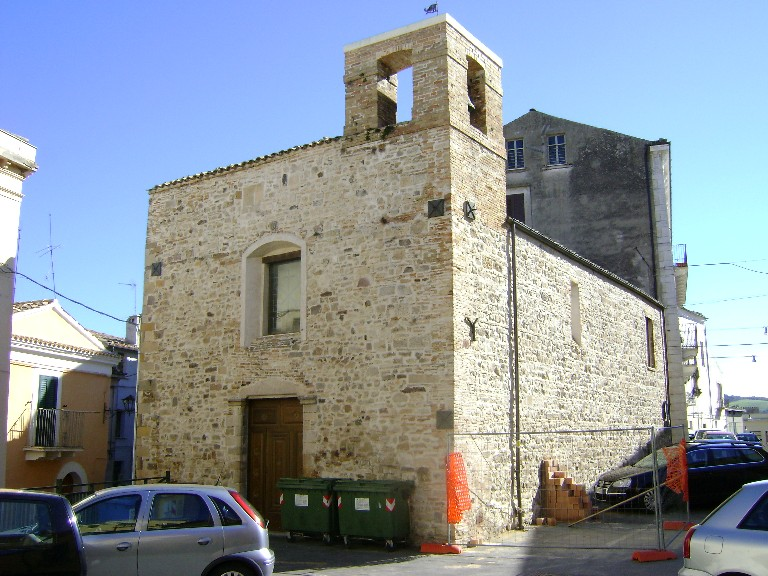
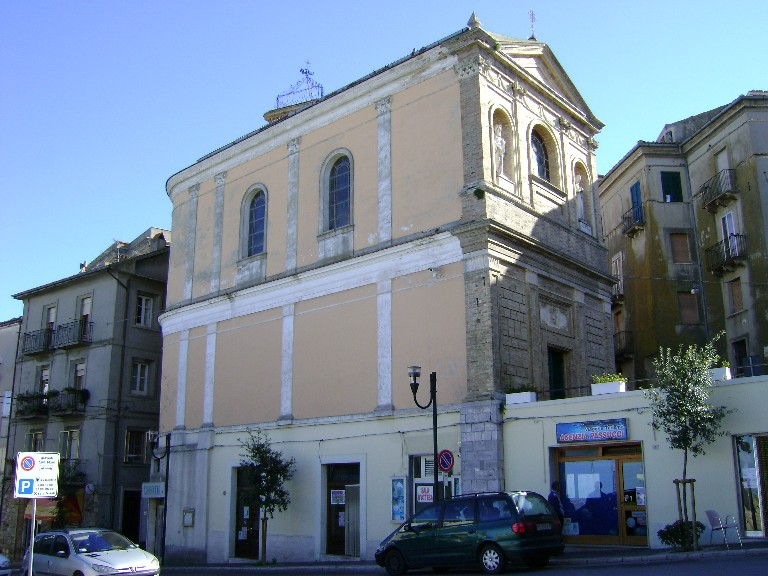
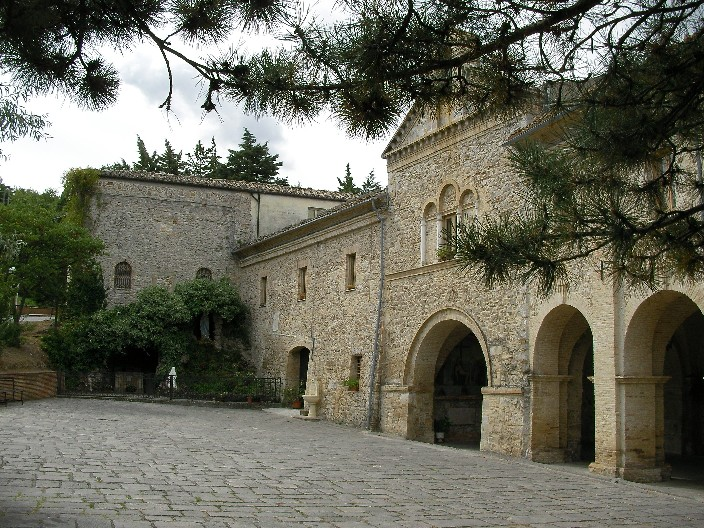